# Live On Two Legs
Live on two legs es el primer álbum en directo del grupo Pearl Jam y primer álbum "oficial" en vivo. Reúne canciones interpretadas en directo durante la gira estadounidense de 1998. Podría considerarse este como el álbum debut de Matt Cameron como baterista de Pearl Jam, ya que por problemas de salud Jack Irons tuvo que dejar la banda apenas dados los primeros conciertos de la gira.

## Descripción
Live on Two Legs está formado por canciones interpretadas en vivo durante varios conciertos ofrecidos en la gira de verano de 1998, realizada para promover el álbum Yield. Debutó como lugar número 15 en la lista The Billboard 200. El álbum también alcanzaría certificación de disco de platino por parte de la RIAA en los Estados Unidos.
La canción "Daughter" en este álbum muestra a Vedder cantando parte de la canción de Neil Young Rockin' in the Free World (mientras el grupo sigue una improvisación calmada de "Daughter") junto a una parte de su canción W.M.A. hacia el final de la interpretación. El álbum contiene una interpretación de Pearl Jam de la canción Fuckin' Up de Neil Young.

## Lista de canciones
Toda la información está tomada de varias fuentes.
1. "Corduroy" (Abbruzzese, Ament, Gossard, McCready, Vedder) – 5:05
  - 29/06/98, United Center, Chicago, Illinois
2. "Given to Fly" (McCready, Vedder) – 3:53
  - 18/08/98, Breslin Student Events Center, East Lansing, Míchigan
3. "Hail, Hail" (Gossard, Vedder, Ament, McCready) – 3:43
  - 16/07/98, ARCO Arena, Sacramento, California
4. "Daughter"/"Rockin' in the Free World"/"W.M.A." (Abbruzzese, Ament, Gossard, McCready, Vedder)/(Neil Young) – 6:47
  - 19/09/98, Constitution Hall, Washington D. C.
5. "Elderly Woman Behind the Counter in a Small Town" (Abbruzzese, Ament, Gossard, McCready, Vedder) – 3:49
  - 23/09/98, Coral Sky Amphitheatre, West Palm Beach, Florida
6. "Untitled" (Vedder) – 2:02
  - 18/09/98, Merriweather Post Pavilion, Columbia, Maryland
7. "MFC" (Vedder) – 2:28
  - 27/06/98, Alpine Valley Music Theatre, East Troy, Wisconsin
8. "Go" (Abbruzzese, Ament, Gossard, McCready, Vedder) – 2:41
  - 08/09/98, Continental Airlines Arena, East Rutherford, Nueva Jersey
9. "Red Mosquito" (Ament, Gossard, Jack Irons, McCready, Vedder) – 4:02
  - 29/08/98, Blockbuster Music Entertainment Centre, Camden, Nueva Jersey
10. "Even Flow" (Gossard, Vedder) – 5:17
  - Mezclado de: 25/08/98, Star Lake Amphitheatre, Pittsburgh, Pensilvania y 31/08/98, Hardee's Walnut Creek Amphitheatre, Raleigh, Carolina del Norte
11. "Off He Goes" (Vedder) – 5:42
  - 14/07/98, The Forum, Inglewood, California
12. "Nothingman" (Vedder, Ament) – 4:38
  - 03/07/98, Sandstone Amphitheater, Bonner Springs, Kansas
13. "Do the Evolution" (Gossard, Vedder) – 3:45
  - 19/07/98, Pacific Coliseum, Vancouver, Columbia Británica, Canadá y 23/08/98, The Palace of Auburn Hills, Auburn Hills, Míchigan
14. "Better Man" (Vedder) – 4:06
  - 24/06/98, Rushmore Civic Center Arena, Rapid City, Dakota del Sur
15. "Black" (Vedder, Gossard) – 6:55
  - 07/09/98, GTE Virginia Beach Amphitheater, Virginia Beach, Virginia
16. "Fuckin' Up" (Young) – 6:17
  - 15/09/98, Great Woods, Mansfield, Massachusetts

## Posiciones en listas
Toda la información está tomada de varias fuentes.

### Álbum
| Año  | Lista                                      | Posición |
| ---- | ------------------------------------------ | -------- |
| 1998 | Top Canadian Albums                        | 7        |
| 1998 | The Billboard 200                          | 15       |
| 1998 | Lista oficial de álbumes en Alemania       | 49       |
| 1998 | Lista oficial de álbumes en el Reino Unido | 68       |
| 1999 | Lista oficial de álbumes en Nueva Zelanda  | 17       |

### Sencillos
| Año  | Sencillo                                                     | Lista                                    | Posición |
| ---- | ------------------------------------------------------------ | ---------------------------------------- | -------- |
| 1998 | "Elderly Woman Behind the Counter in a Small Town" (En vivo) | Mainstream Rock Tracks en Estados Unidos | 21       |
| 1998 | "Elderly Woman Behind the Counter in a Small Town" (En vivo) | Modern Rock Tracks en Estados Unidos     | 26       |

## Créditos
Toda la información está tomada de Allmusic.

### Pearl Jam
- Mike McCready – Guitarra
- Matt Cameron – Batería
- Eddie Vedder – voz, Guitarra
- Stone Gossard – Guitarra, Coros
- Jeff Ament – Bajo

### Personal adicional
- Grabación y mezcla de audio - Brett Eliason
- Máster - Joe Gastwirt
- Ingenieros de Sonido - Sam Hofstedt, John Burton
- Diseño - Jeff Ament, Barry Ament, George Estrada, Coby Schultz, Mark Atherton, Jerome Turner, cortesía de Ames Bros
- Fotografía - Kristin Callahan, Lance Mercer
- Fotografías en Blanco y Negro - Jeff Ament
- Arte de los Carteles - Barry Ament, George Estrada, Coby Schultz, Mark Atherton, Vito Costarella, Ward Sutton, Nate Williams, Hatch Show Prints